# Affaire Portal
Pour les articles homonymes, voir Portal.
L’affaire Portal est un fait divers qui s’est déroulé entre 1973 et 1975 à Saint-Nauphary (Tarn-et-Garonne). Fortement médiatisé en son temps, ce fait divers a mobilisé les médias et remué le monde politique pendant plus de deux ans. Deux ouvrages lui sont alors consacrés, l’un par le père du cinéaste Bertrand Tavernier, René Tavernier et l’autre par Guy Chassagnard, ainsi que le documentaire TV L'Affaire Portal réalisé par Roger Kahane, sur une idée du journaliste Georges Arnaud. En 2016, l’auteur et psychanalyste Emmanuel Deun consacre un nouvel ouvrage à l’affaire : L'étrange affaire Portal, un fait divers entre deux mondes.
L’affaire apparaît dans les médias en 1973, d’abord sous l’angle d’un banal fait divers, lorsque la presse relate qu’une famille de nobles désargentés refuse d’être expulsée de son château, à la suite de la vente par adjudication de son domaine, et qu’elle s’est retranchée, armée, dans sa propriété.

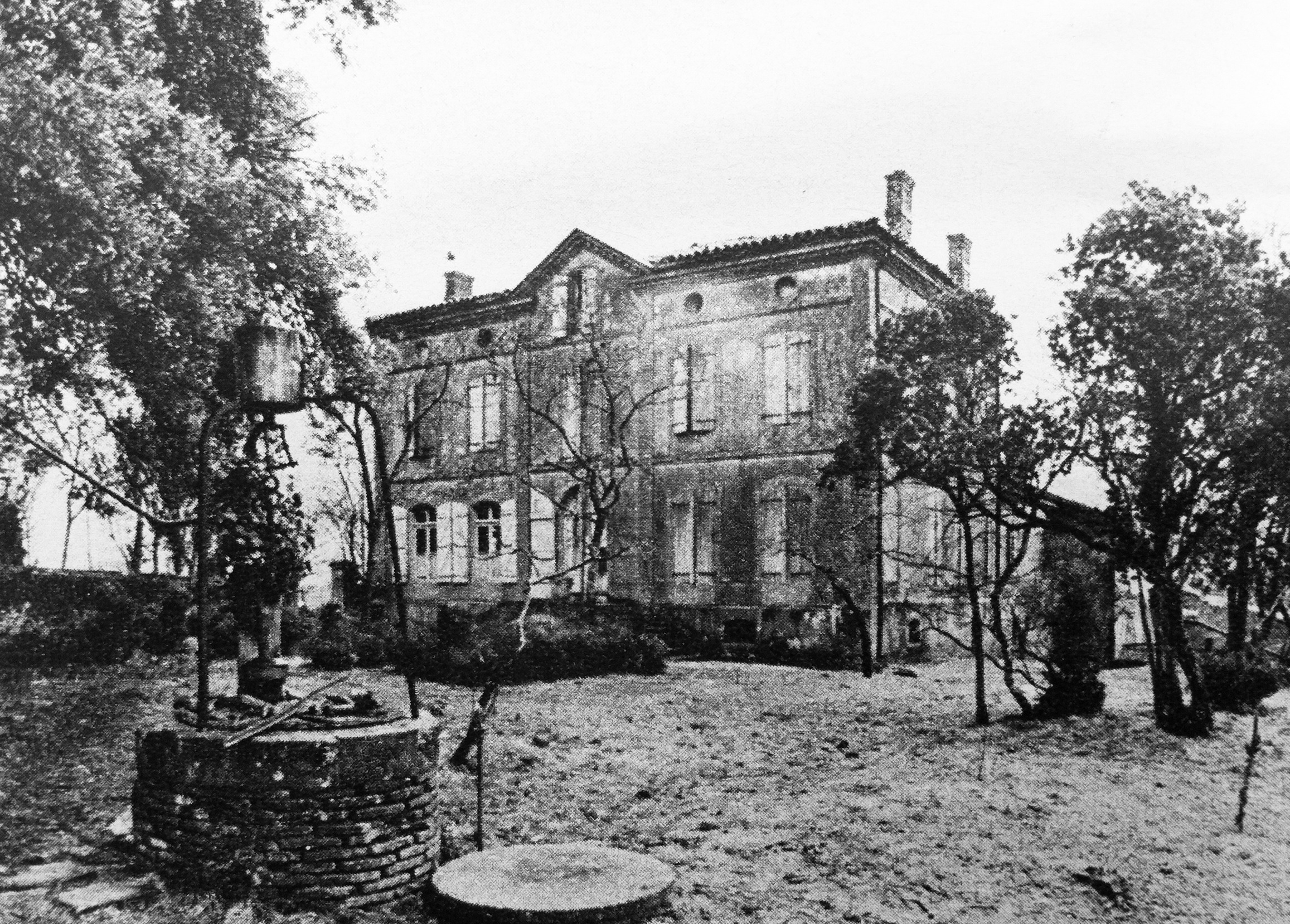
Le domaine de La Fumade, 1975.

## Déroulement de l'affaire
Les Portal sont une famille de quatre personnes. Le père, Léonce, né en 1884, est descendant d’une prestigieuse famille dont on trouve déjà trace parmi les capitouls de Toulouse au XIIIe siècle. La famille est protestante et compte dans sa lignée un ministre de Louis XVIII, Pierre-Barthélémy Portal.
Le baron Louis de Portal est propriétaire du domaine de la Fumade, situé à Saint-Nauphary, à 10 kilomètres de Montauban, berceau de sa famille. C'est un manoir, appelé par les gens du coin "le château", entouré de 157 hectares de terres agricoles. Sans héritiers, le baron a légué son domaine par testament, rédigé en 1892, à ses deux neveux, François et Léonce Portal. François étant mort pendant la Grande Guerre, Louis de Portal vend son domaine en viager à Léonce afin de lui éviter les droits et frais de succession. En 1931, Louis de Portal meurt et le nouveau baron Léonce de Portal s'installe à La Fumade avec sa femme Élisa Gauthier épousée en 1911, sous le régime de la communauté réduite aux acquêts. Le domaine, exploité par quatre familles de métayers, est prospère grâce à l'énergique Élisa mais cette dernière meurt en 1948. Marie Gauthier, sa sœur, réclame alors sa part d'héritage. Les premières difficultés apparaissent : Léonce ne retrouve ni le testament de Louis de Portal, ni celui de sa femme et, pour compliquer les choses, Marie Gauthier cède à un certain Escarmant, un agent immobilier de Gironde, ses droits successifs, un marché conclu contre un capital et la promesse d'une rente. En 1950, à 66 ans, veuf et sans héritier, Léonce se remarie avec Anna Niepokulwiska, une jeune infirmière polonaise de quarante ans sa cadette. Ils ont deux enfants : Marie-Agnès, née en 1951 et Jean-Louis, né l'année suivante.

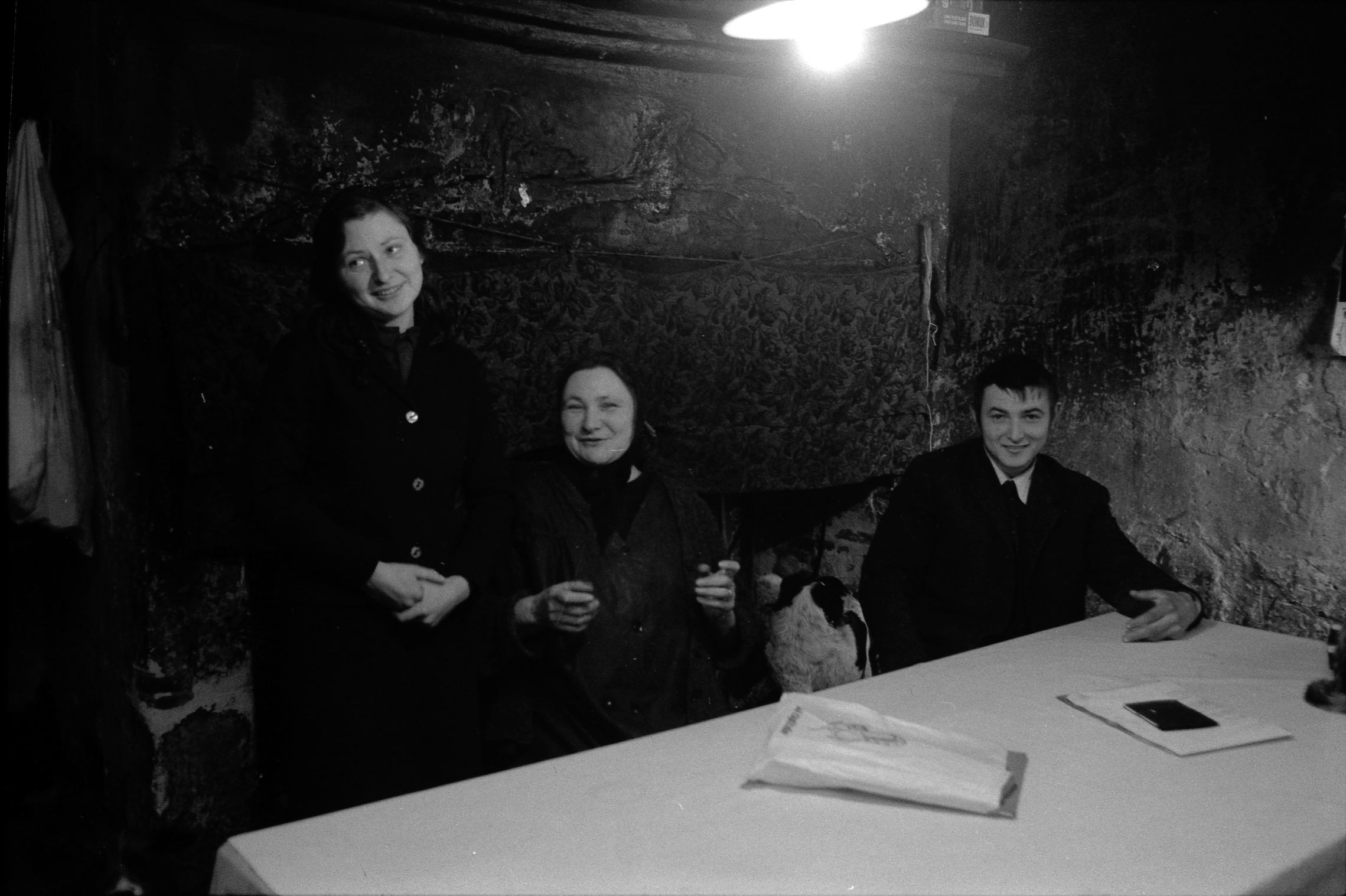
Anna-Maria Portal entourée de ses deux enfants, Marie-Agnès et Jean-Louis, en 1973

La famille s’épuise durant des années dans de nombreuses procédures de justice liées, entre autres, à cette contestation de l’héritage de Léonce sur La Fumade et à une escroquerie de son notaire, maître Valette, qui a fabriqué une bonne partie des 31 titres de créances hypothécaires pesant sur le domaine. Durant les années 1950 et 1960, la famille s’appauvrit et s’endette pour faire valoir ses droits, impliquée dans un indémêlable imbroglio judiciaire. De plus, Léonce n'est ni un homme d'affaires avisé ni un exploitant agricole capable de faire fructifier ses terres, si bien que les métayers abandonnent le domaine les uns après les autres. N'ayant plus confiance dans les hommes de loi, les Portal leur ferment désormais leur porte, notamment aux huissiers qui transmettent la requête de leur principal créancier Lamolinairie, entrepreneur de travaux agricoles. Ils sont donc condamnés par défaut le 19 mai 1971.

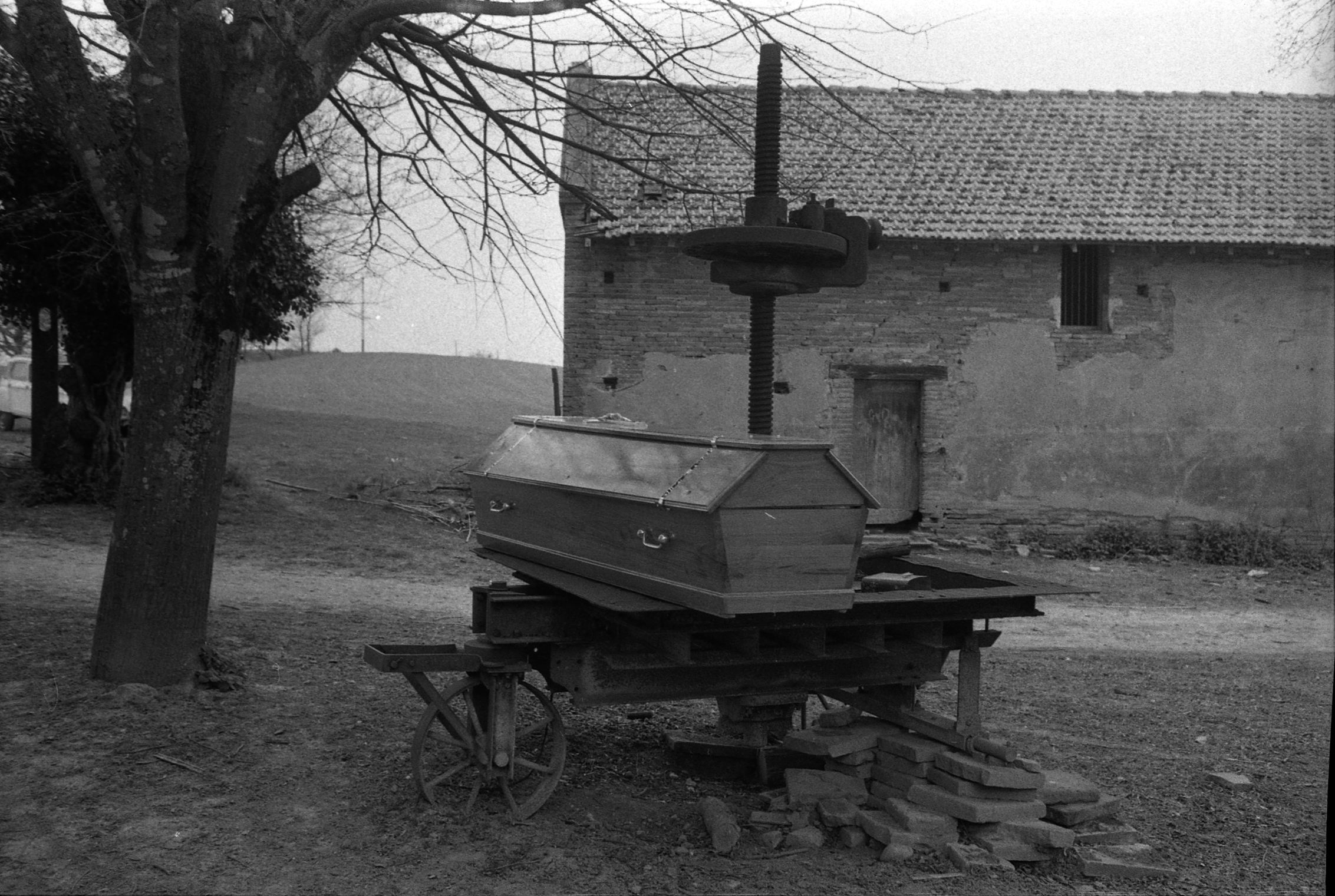
Cercueil de Léonce de Portal le 31 mars 1973

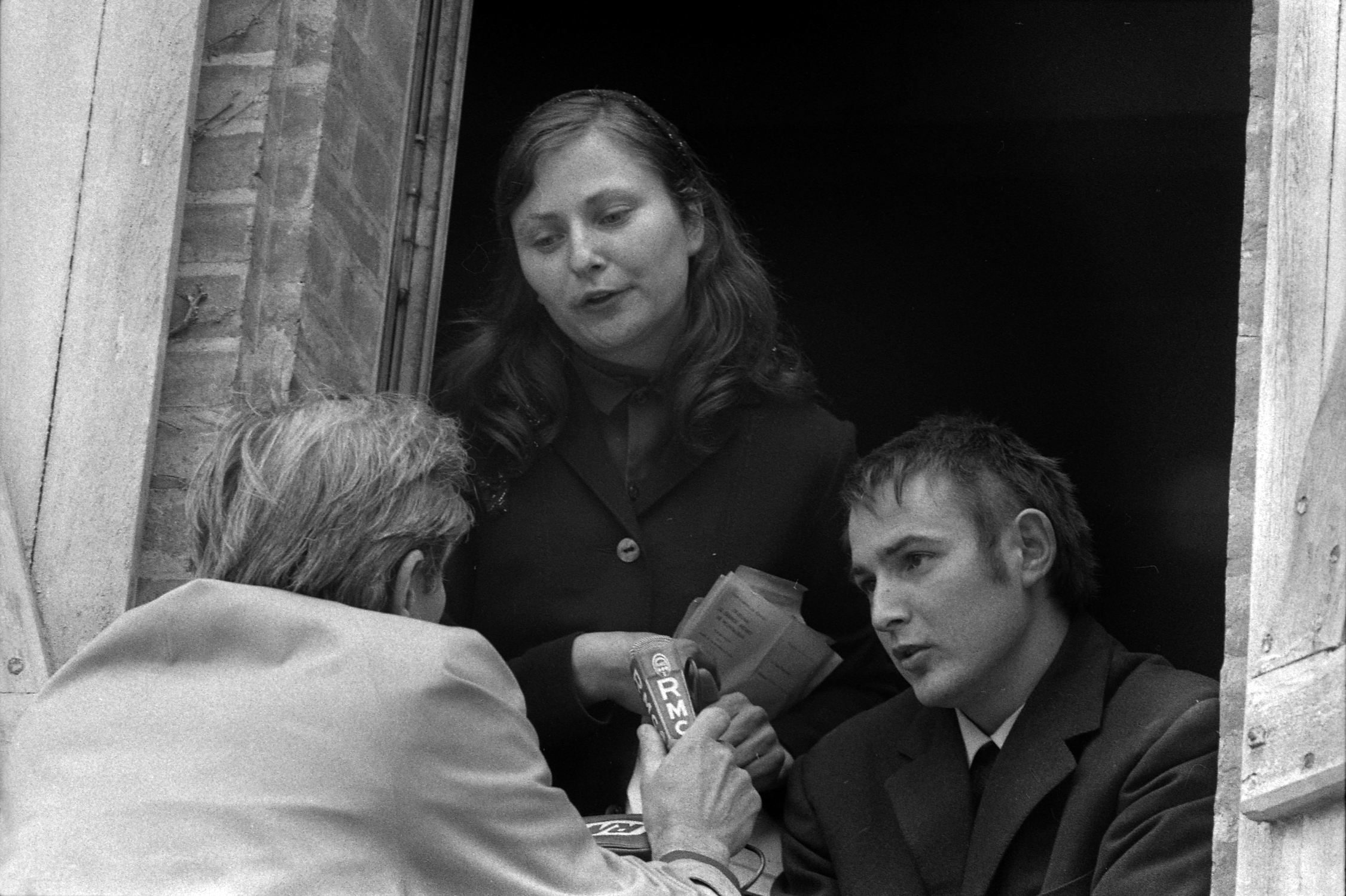
Jean-Louis Portal et sa sœur Marie-Agnès, interviewés par un journaliste de RMC en 1973

Le 8 juin 1972, l'adjudication du domaine a lieu aux enchères. Il est acquis par un agriculteur, Louis Rivière, pour un prix évalué par la presse à 20 % de sa valeur. Rivière envoie des ouvriers agricoles pour remettre le domaine en état mais les Portal menacent ces hommes d'utiliser leurs fusils. Louis Rivière porte l'affaire devant la justice, si bien que les Portal sont frappés d’expulsion. Le 22 février 1973, refusant de quitter les lieux, ils se retranchent dans leur maison, armés, et défient les forces de l’ordre. Le père, Léonce, meurt dans son lit à 89 ans le 27 mars 1973. Sa femme et ses deux enfants de 21 et 22 ans décident de refuser de l’inhumer tant que, selon eux, justice ne leur sera pas rendue.
Durant deux ans, Anna Portal et ses deux enfants, retranchés dans leur manoir autour du cercueil de Léonce alimentent les médias par divers incidents et rebondissements, fournissant aux journalistes, volontairement ou malgré eux, matière à un feuilleton tragi-comique. Il faut dire que La Fumade, durant ces deux années, est plus animée qu’elle ne l’a sans doute jamais été. Si le manoir est en ruine et les terres en friche, l’animation y est grande : à l’intérieur du cordon plus ou moins permanent de gendarmes qui ceinturent la maison, voisins, curieux, visiteurs venus de partout en France s’attablent fréquemment en compagnie des journalistes autour des Portal toujours prompts à raconter leur étrange histoire.
Le 10 janvier 1975, Jean-Louis, irrité par la présence d'ouvriers agricoles qui travaillent près de la maison pour le compte de monsieur Rivière, tire dans leur direction six coups de fusil. Les autorités, avec l’accord du ministre de l’Intérieur, Michel Poniatowski, décident que l’affaire, qui mobilise médias et forces de l’ordre depuis deux ans, doit cesser. Dans la nuit du 10 janvier, le manoir est pris d’assaut par 70 gendarmes d’élite. Jean-Louis est mortellement blessé. Anna et sa fille Marie-Agnès sont internées dans des cellules carcérales de l’hôpital psychiatrique de la Grave à Toulouse et sont déclarées « démentes et dangereuses ». Les forces de l’ordre sortent du manoir le cercueil de Léonce, décédé deux ans plus tôt. Jean-Louis et Léonce sont enterrés de nuit et sans témoins dans le cimetière de Saint-Nauphary, le 14 janvier 1975 sans qu’Anna et Marie-Agnès soient autorisées à se rendre aux obsèques.
Le 13 février 1975, à travers la fenêtre de sa cellule et en cachette de ses surveillants, Marie-Agnès répond aux questions d’une équipe de journalistes de FR3 venue l’interviewer. Elle explique brièvement les conditions inhumaines dans lesquelles elle et sa mère sont incarcérées depuis un mois. Le reportage, diffusé au journal télévisé national de 20 heures sur Antenne 2, scandalise l’opinion publique et contraint ainsi le Garde des Sceaux à faire finalement libérer les deux femmes, le 22 février 1975.
À l’issue de leur libération, Anna et Marie-Agnès Portal, qui vivent désormais dans une maison de Montauban dont Léonce Portal était propriétaire, participent à une émission spéciale d’Antenne 2 le 27 février 1975, Le point sur l’A2, en présence de Jean Dutourd, chroniqueur au journal France-Soir, qui a contribué depuis le début de l’affaire à mobiliser l’opinion publique en faveur des Portal, et écrivant le 20 février « l'affaire Portal, c'est l'affaire Dreyfus de maintenant ».

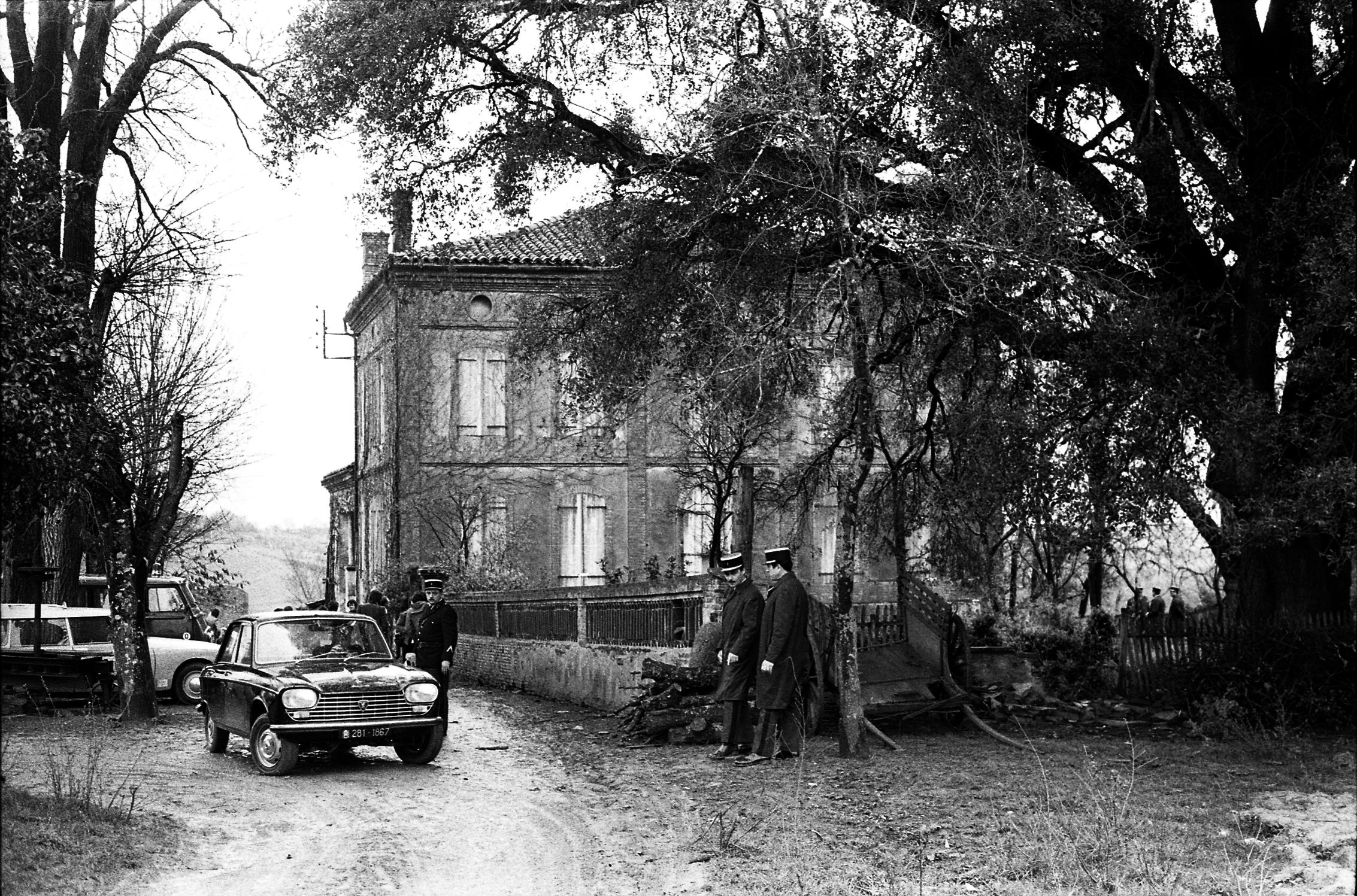
Gendarmes en déplacement à "La Fumade" le 7 mars 1975

L'affaire est à nouveau évoquée à la télévision française, sur Antenne 2, le 23 octobre 1975, dans l'émission de Georges Arnaud dont le titre est "Plus qu'un fait divers, l'affaire Portal" réalisée par Roger Kahane. Médiatiquement, l’affaire Portal s’achève avec cette émission de télévision.
En septembre 1975, la commission parlementaire chargée d’éclaircir l’affaire, révèle les dysfonctionnements de la justice et précise qu’elle est constituée de 71 procédures différentes, aux conclusions divergentes, qui n’ont finalement pas permis de dire le droit. Victimes de ces dysfonctionnements, les Portal n’obtiendront juridiquement aucune réparation, ni pour la perte de leur domaine ni pour la mort de Jean-Louis Portal.

## Épilogue
Anna Portal meurt le 7 novembre 1991. Le château de La Fumade est resté pendant trente ans abandonné. Il est racheté en 2006 par un avocat montalbanais qui l'a restauré.

### Émission radiophonique
- « L’étrange affaire Portal » le 18 février 2016 dans L'Heure du crime de Jacques Pradel sur RTL.
- « La vengeance arme mon bras. Les derniers Portal de la Fumade  », le 7 avril 2016 dans Affaires Sensibles de Fabrice Drouelle sur France Inter.
- « L'affaire Portal », le 14 octobre 2016 dans Hondelatte Raconte de Christophe Hondelatte sur Europe 1.